# Корольов Євген Степанович
Євген Степанович Корольов (рос. Евгений Степанович Королёв; 24 липня 1978, м. Москва, СРСР) — російський хокеїст, захисник. 
Вихованець хокейної школи ЦСКА (Москва). Виступав за «Пітерборо Пітс» (ОХЛ), «Лондон Найтс» (ОХЛ), «Лоуелл-Лок Монстерс» (АХЛ), «Роаноук Експресс» (ECHL), «Нью-Йорк Айлендерс», «Луїзвілль Пантерс» (АХЛ), «Чикаго Вулзв» (ІХЛ), «Бриджпорт Саунд-Тайгерс» (АХЛ), «Локомотив» (Ярославль), «Сєвєрсталь» (Череповець), «Динамо» (Москва), «Металург» (Новокузнецьк), СКА (Санкт-Петербург), «Торпедо» (Нижній Новгород), «Нафтохімік» (Нижньокамськ).
В чемпіонатах НХЛ — 43 матчі (1+4), у турнірах Кубка Стенлі — 2 матчі (0+0).
У складі національної збірної Росії учасник EHT 2006. 
Досягнення
- Чемпіон Росії (2003)
- Володар Кубка європейських чемпіонів (2006)